# 葫芦島北駅
葫芦島北駅（ころとうきたえき）は中華人民共和国遼寧省葫芦島市連山区にある、中国鉄路総公司（CR）京哈線（秦瀋旅客専用線）の駅。瀋陽鉄道局所属の3等駅に設定されている。この駅を発着する列車は主に高速鉄道列車である。貨物営業は行っていない。

## 駅構造
相対式ホーム2面2線を持つ。中央の2線は通過線（本線）となっており、ホームに接しているのは副本線である。

## 駅周辺
- 葫芦島市北駅派出所
- 北站超市
- 京哈高速道路葫芦島西インターチェンジ

## 歴史
- 2003年 - 開業。

## 隣の駅
中国鉄路総公司
京哈線（秦瀋旅客専用線）
綏中北駅 - 葫芦島北駅 - 錦州南駅